# Bormla
Bormla, även känt som Cospicua (Città Cospicua), är en ort och kommun i republiken Malta. Den ligger i den sydöstra delen av landet, 2 kilometer söder om huvudstaden Valletta. 